# Ámón júdai király
Ámón (héberül: אָמוֹן ['igazmondó' vagy 'erősség'], görögül: Αμων, latinul: Amon), (Kr. e. 665 k. – Kr. e. 641) Júda királya Kr. e. 643-tól haláláig.
Manassé király fiaként született, és édesapja után örökölte a trónt. Rövid uralkodásán és vallási tévelygésén kívül csak annyit közöl az Írás hogy az udvari emberek összeesküvése végzett vele, ám „a föld népe” megölte gyilkosait, és fiát, Jósiást ültette a trónra. A fenti megjelölés nyomán nem kell feltétlenül népfelkelésre gondolnunk, inkább az udvari arisztokrácia és a szabad birtokosok ellentéteiről lehetett szó, s ennek magja talán az asszír külpolitikai orientáció volt, amelyet édesapja nyomán Ámón is követett.

„19. Amon huszonkét esztendős volt, mikor uralkodni kezdett, és két esztendeig uralkodott Jeruzsálemben; az ő anyjának neve Mésullémet volt, a Jótbabeli Hárus leánya.
20. És gonoszul cselekedék az Úr szemei előtt, a mint cselekedett Manasse, az ő atyja.
21. És tökéletesen azon az úton járt, a melyen járt volt az ő atyja, és szolgált a bálványoknak, a kiknek szolgált volt az atyja, és azokat imádta.
22. És elhagyta az Urat, atyái Istenét, és nem járt az Úrnak útában.
23. És pártot ütöttek Amon ellen a maga szolgái, és megölték a királyt az ő házában.
24. De a föld nép levágta mindazokat, a kik pártot ütöttek volt Amon király ellen, és a föld népe királylyá tevé az ő fiát, Jósiást helyette.
25. Amonnak egyéb dolgai pedig, amelyeket cselekedett, vajjon nincsenek-é megírva a Júda királyainak krónika-könyvében?
26. És eltemeték őt az ő sírjába, Uzza kertjében, és fia, Jósiás lett a király ő helyette.”

– 2Kir, 24:17–20